# Medaille voor de 300e Verjaardag van Sint-Petersburg
De Medaille voor de 300e Verjaardag van Sint-Petersburg (Russisch: "Медаль В память 300-летия Санкт-Петербурга" of "Medal "V pamjat 300-letija Sankt-Peterburga"") werd op 19 februari 2003 ingesteld door de Russische Federatie. De door Peter de Grote gestichte stad vierde het 300jarig bestaan.
De onderscheiding werd uitgereikt aan de verdedigers van Leningrad, zo heette de stad tijdens de periode van de Sovjet-Unie, tijdens de Tweede Wereldoorlog, aan arbeiders die tijdens de oorlog in Leningrad hadden gewerkt en daarvoor al eerder werden onderscheiden en burgers die significant aan de ontwikkeling van de stad hadden bijgedragen.
De medaille werd ook aan een nazaat van de Romanov-dynastie, Z.H. Prins Dimitri Romanovitsj Romanov van Rusland uitgereikt.
Op 7 september 2010 werd deze medaille in een Presidentieel Decreet van de lijst van onderscheidingen van de Russische Federatie geschrapt. Men mag de medaille nog wel dragen.

## De medaille
De ronde messing medaille heeft een diameter van 32 millimeter en draagt aan de voorkant de met lauweren gekroonde kop van Peter de Grote met het rondschrift "В память 300-летия Санкт-Петербурга". Op de keerzijde staat een scepter tussen een rivieranker en een zeeanker en de jaartallen "1703" en "2003" afgebeeld  .
De medaille wordt op de linkerborst gedragen aan een vijfhoekig gevouwen rood lint met een brede groen-zwart-groene middenstreep en smalle witte bies.
Op een dagelijks uniform mag men een baton in de kleuren van het lint dragen.